# Dellamora parva
Dellamora parva es una especie de coleóptero de la familia Mordellidae.

## Distribución geográfica
Habita en Fiyi.